# Югословенски гласник
„Югословенски гласник“ (на сръбски: „Југословенски гласник“) е сръбски вестник, излизал в 1919 година в Солун по време на Първата световна война. Редактори на вестника са Воислав Йованович и Филип Димитрие. Вестникът се печата на кирилица.